# Gauss-féle hibafüggvény
A matematikában a hibafüggvény (Gauss-féle hibafüggvénynek is hívják) egy speciális, szigmoid (szigmoid-függvény) alakú (nem elemi) függvény, mely a valószínűségszámításban, a statisztika területén, és a parciális differenciálegyenleteknél fordul elő.
Definíciója:
{\displaystyle \operatorname {erf} (x)={\frac {2}{\sqrt {\pi }}}\int _{0}^{x}e^{-t^{2}}dt.}

Hibafüggvény

(Ha x negatív, akkor negatív integrálként értelmezik az [x,0] tartományban).
A komplementer hibafüggvény (jelölése: erfc) definíciója:
{\displaystyle {\begin{aligned}\operatorname {erfc} (x)&=1-\operatorname {erf} (x)\\&={\frac {2}{\sqrt {\pi }}}\int _{x}^{\infty }e^{-t^{2}}\,dt.\end{aligned}}}
Az imaginárius hibafüggvény (jelölése: erfi) definíciója:
{\displaystyle \operatorname {erfi} (z)=-i\,\,\operatorname {erf} (i\,z)}
A komplex hibafüggvény (jelölése: w(x)) (mint Faddeeva-függvényként is ismert) definíciója:
{\displaystyle w(x)=e^{-x^{2}}{\operatorname {erfc} }(-ix)=e^{-x^{2}}[1+i\,\,\operatorname {erfi} (x)]}

## Hibafüggvény a gyakorlatban
A hibafüggvényt a méréselméletben használják (valószínűségszámítás és a statisztika területén, valamint a matematika más ágaiban is, ahol ez az elnevezés ragadt meg.
A hibafüggvény kapcsolódik a kumulatív eloszláshoz {\displaystyle \Phi }, a standard normális eloszlás integráljához (“haranggörbe”):
{\displaystyle \Phi (x)={\frac {1}{2}}+{\frac {1}{2}}\operatorname {erf} (x/{\sqrt {2}})}
x ≥ 0 esetén, és
{\displaystyle \Phi (x)=1-\Phi (-x)}
x ≤ 0 esetén
a hibafüggvény pozitív x értékekre {\displaystyle {\frac {x}{\sigma {\sqrt {2}}}}} helyen megadja a mérés valószínűségét, a normális eloszlású hiba esetére, ahol a szórás {\displaystyle \sigma }, és a középértéktől való távolsága kisebb mint x.
Ezt a függvényt a statisztikában használják bármely minta viselkedésének megbecsülésére, a népességgel kapcsolatban.
Ez az alkalmazás hasonló a Q-függvényhez, mely kapcsolódik a hibafüggvény jellemzőihez.

## Tulajdonságok

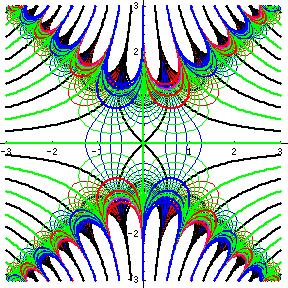
Integrandusz exp(–z^{2})

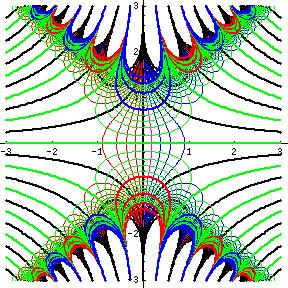
ƒ = erf(z)

Az {\displaystyle \operatorname {erf} (-z)=-\operatorname {erf} (z)} egyenlet azt jelenti, hogy a hibafüggvény úgynevezett páratlan függvény. Bármely z complex számra:
 
{\displaystyle \operatorname {erf} ({\overline {z}})={\overline {\operatorname {erf} (z)}}}
ahol {\displaystyle {\overline {z}}} a {\displaystyle z} komplex konjugáltja.
Ábrázolás a komplex síkon
Az ábrákon az ƒ = exp(–z2) és ƒ = erf(z) integrandusok ábrázolása látható a komplex z-síkon.
A Im(ƒ) = 0 szint vastag zöld vonallal látható. Az Im(ƒ) negatív egész értékeit vastag piros vonal jelzi. {\displaystyle \Im (f)} pozitív egész értékeit vastag kék vonal jelzi. Im(ƒ)=konstans köztes szintjeit vékony zöld vonal jeleníti meg. Az Re(ƒ) = konstans köztes szintjeit vékony piros vonalak ábrázolják negatív értékekre és vékony kék vonalak pozitív értékekre. A valós tengelyen erf(z) közelít z → +∞, és –1-nél z → –∞.

## Taylor-sorok
A hibafüggvény egy úgynevezett teljes függvény: nincsenek szingularitásai (kivéve a végtelenben), és a Taylor-sora mindig konvergens.
Az integrál meghatározását nem lehet zárt formában, elemi függvények kifejezéseivel elvégezni, de az {\displaystyle e^{-x^{2}}} integrandusza Taylor-sorba fejthető lépésenként, és akkor a következő egyenletet kapjuk:
{\displaystyle \operatorname {erf} (z)={\frac {2}{\sqrt {\pi }}}\sum _{n=0}^{\infty }{\frac {(-1)^{n}z^{2n+1}}{n!(2n+1)}}={\frac {2}{\sqrt {\pi }}}\left(z-{\frac {z^{3}}{3}}+{\frac {z^{5}}{10}}-{\frac {z^{7}}{42}}+{\frac {z^{9}}{216}}-\ \cdots \right)}
mely érvényes minden z komplex számra.
A fenti sorozat iteratív megközelítése a következő formában hasznos lehet:
{\displaystyle \operatorname {erf} (z)={\frac {2}{\sqrt {\pi }}}\sum _{n=0}^{\infty }\left(z\prod _{k=1}^{n}{\frac {-(2k-1)z^{2}}{k(2k+1)}}\right)={\frac {2}{\sqrt {\pi }}}\sum _{n=0}^{\infty }{\frac {z}{2n+1}}\prod _{k=1}^{n}{\frac {-z^{2}}{k}}}
mert a {\displaystyle {\frac {-(2k-1)z^{2}}{k(2k+1)}}} kifejezi a szorzót, mely a kth -t (k + 1)th-ba változtatja.
A hibafüggvény +∞-nél pontosan 1 (lásd még Gauss integrál). A hibafüggvény deriváltja ebből a definícióból származik:
{\displaystyle {\frac {\rm {d}}{{\rm {d}}z}}\,\mathrm {erf} (z)={\frac {2}{\sqrt {\pi }}}\,e^{-z^{2}}.}
A hibafüggvény antideriváltja:
{\displaystyle z\,\operatorname {erf} (z)+{\frac {e^{-z^{2}}}{\sqrt {\pi }}}.}

## Inverz függvény
Az inverz hibafüggvényt Maclaurin-sornak is lehet definiálni:
{\displaystyle \operatorname {erf} ^{-1}(z)=\sum _{k=0}^{\infty }{\frac {c_{k}}{2k+1}}\left({\frac {\sqrt {\pi }}{2}}z\right)^{2k+1},\,\!}
ahol c0 = 1 és
{\displaystyle c_{k}=\sum _{m=0}^{k-1}{\frac {c_{m}c_{k-1-m}}{(m+1)(2m+1)}}=\left\{1,1,{\frac {7}{6}},{\frac {127}{90}},\ldots \right\}.}
Az inverz komplementer hibafüggvény:
{\displaystyle \operatorname {erfc} ^{-1}(1-z)=\operatorname {erf} ^{-1}(z).}

## Elemi függvényekkel történő közelítés
Abramowitz és Stegun számos közelítő megoldást ad különböző pontossággal. Ez lehetővé teszi a felhasználónak, hogy kiválaszthassa a számára legalkalmasabb megközelítést. A következőkben növekvő pontosság mellett bemutatunk néhány közelítő megoldást:
{\displaystyle \operatorname {erf} (x)\approx 1-{\frac {1}{(1+a_{1}x+a_{2}x^{2}+a_{3}x^{3}+a_{4}x^{4})^{4}}}}    (maximális hiba: 5·10–4)
ahol a1=0.278393, a2=0.230389, a3=0.000972, a4=0.078108
{\displaystyle \operatorname {erf} (x)\approx 1-(a_{1}t+a_{2}t^{2}+a_{3}t^{3})e^{-x^{2}},\quad t={\frac {1}{1+px}}}    (maximális hiba: 2.5·;10–5)
ahol p=0.47047, a1=0.3480242, a2=-0.0958798, a3=0.7478556
{\displaystyle \operatorname {erf} (x)\approx 1-{\frac {1}{(1+a_{1}x+a_{2}x^{2}+...+a_{6}x^{6})^{16}}}}    (maximális hiba: 3·;10–7)
ahol a1=0.0705230784, a2=0.0422820123, a3=0.0092705272, a4=0.0001520143, a5=0.0002765672, a6=0.0000430638
{\displaystyle \operatorname {erf} (x)\approx 1-(a_{1}t+a_{2}t^{2}+...+a_{5}t^{5})e^{-x^{2}},\quad t={\frac {1}{1+px}}}    (maximális hiba: 1.5·10–7)
ahol p=0.3275911, a1=0.254829592, a2=–0.284496736, a3=1.421413741, a4=–1.453152027, a5=1.061405429
A fenti megközelítő megoldások x≥0 esetén érvényesek. Negatív x esetén, ki kell használni azt a tényt, hogy erf(x) egy páratlan függvény, s így erf(x)=–erf(–x).
Egy másik megközelítés:
{\displaystyle \operatorname {erf} (x)\approx \operatorname {sgn}(x){\sqrt {1-\exp \left(-x^{2}{\frac {4/\pi +ax^{2}}{1+ax^{2}}}\right)}}}
ahol
{\displaystyle a={\frac {8(\pi -3)}{3\pi (4-\pi )}}\approx 0.140012.}
Ez a megközelítés igen nagy pontosságot ad a 0, és a végtelen szomszédságában, és a hiba kisebb, mint 0.00035 minden x-re.
A a ≈ 0.147 értéket használva a maximális hiba lecsökken közel 0.00012-re.
A megközelítést invertálni is lehet az inverz hiba függvény kiszámítására:
{\displaystyle \operatorname {erf} ^{-1}(x)\approx \operatorname {sgn}(x){\sqrt {{\sqrt {\left({\frac {2}{\pi a}}+{\frac {\ln(1-x^{2})}{2}}\right)^{2}-{\frac {\ln(1-x^{2})}{a}}}}-\left({\frac {2}{\pi a}}+{\frac {\ln(1-x^{2})}{2}}\right)}}}

## Alkalmazás
Ha egy mérési sorozat eredményeit a normális eloszlás szórásával ({\displaystyle \scriptstyle \sigma }) írjuk le, és a várható érték 0, akkor {\displaystyle \scriptstyle \operatorname {erf} \,\left(\,{\frac {a}{\sigma {\sqrt {2}}}}\,\right)} a valószínűsége, hogy egy egyszeri mérés –a and +a közé esik pozitív a esetén.
Ez hasznos, például, egy digitális kommunikációs rendszer bithibaarányának megállapításánál.
A hibafüggvény és a komplementer hibafüggvény, például, a hőegyenlet megoldásánál fordul elő, amikor a határérték probléma a Heaviside-függvény által adott.

## Kapcsolódó függvények
A hibafüggvény lényegében azonos a standard normális kumulatív eloszlás függvénnyel (Φ), melyet programozási nyelvekben norm(x)-nek neveznek, és csak skálázásban, és fordításban különbözik.
{\displaystyle \Phi (x)={\frac {1}{\sqrt {2\pi }}}\int _{-\infty }^{x}e^{\frac {-t^{2}}{2}}dt={\frac {1}{2}}\left[1+\operatorname {erf} \left({\frac {x}{\sqrt {2}}}\right)\right]={\frac {1}{2}}\,\operatorname {erfc} \left(-{\frac {x}{\sqrt {2}}}\right)}
vagy erf-, és erfc-re átrendezve:
{\displaystyle {\begin{aligned}\operatorname {erf} (x)&=2\Phi \left(x{\sqrt {2}}\right)-1\\\operatorname {erfc} (x)&=2\Phi \left(-x{\sqrt {2}}\right).\end{aligned}}}
Következésképpen, a hibafüggvény szorosan kapcsolódik a Q-függvényhez, mely a normális eloszlás farok-eloszlása.
A Q-függvény kifejezhető a hibafüggvény kifejezéseivel is:
{\displaystyle Q(x)={\frac {1}{2}}-{\frac {1}{2}}\operatorname {erf} \left({\frac {x}{\sqrt {2}}}\right)={\frac {1}{2}}\operatorname {erfc} \left({\frac {x}{\sqrt {2}}}\right).}
A Φ inverze úgy is ismert, mint a normális kvantilis függvény, vagy a probit-függvény, és kifejezhető az inverz hibafüggvénnyel:
{\displaystyle \operatorname {probit} (p)=\Phi ^{-1}(p)={\sqrt {2}}\,\operatorname {erf} ^{-1}(2p-1)=-{\sqrt {2}}\,\operatorname {erfc} ^{-1}(2p).}
A standard normális cdf-et gyakran használják valószínűségszámításban és statisztikában, és a hibafüggvényt a matematika számos más ágában is alkalmazzák.
A hibafüggvény a Mittag–Leffler függvény speciális esete, és kifejezhető, mint a Kummer-függvény:
{\displaystyle \mathrm {erf} (x)={\frac {2x}{\sqrt {\pi }}}\,_{1}F_{1}\left({\tfrac {1}{2}},{\tfrac {3}{2}},-x^{2}\right).}

## Általánosított hibafüggvény

Általánosított hibafüggvény

Az általánosított hibafüggvény En(x):

szürke görbe: E1(x) = (1 – e –x)/{\displaystyle \scriptstyle {\sqrt {\pi }}}

piros görbe: E2(x) = erf(x)

zöld görbe: E3(x)

kék görbe: E4(x)

sárga görbe: E5(x).
Néhány szerző tárgyalja a további általános függvényeket:[forrás?]
{\displaystyle E_{n}(x)={\frac {n!}{\sqrt {\pi }}}\int _{0}^{x}e^{-t^{n}}\,dt={\frac {n!}{\sqrt {\pi }}}\sum _{p=0}^{\infty }(-1)^{p}{\frac {x^{np+1}}{(np+1)p!}}\,.}
Az általánosított függvényt egyenértékű módon fejezi ki x > 0 esetekre a gamma-függvény, és az inkomplett gamma-függvény.
{\displaystyle E_{n}(x)={\frac {\Gamma (n)\left(\Gamma \left({\frac {1}{n}}\right)-\Gamma \left({\frac {1}{n}},x^{n}\right)\right)}{\sqrt {\pi }}},\quad \quad x>0.\ }
Így a hibafüggvény meghatározható az inkomplett gamma-függvény kifejezéseivel.

## Komplementer hibafüggvény iterált integráljai
A komplementer hibafüggvény iterált integráljai:
{\displaystyle \mathrm {i} ^{n}\operatorname {erfc} \,(z)=\int _{z}^{\infty }\mathrm {i} ^{n-1}\operatorname {erfc} \,(\zeta )\;\mathrm {d} \zeta .\,}
hatvány sorral:
{\displaystyle \mathrm {i} ^{n}\operatorname {erfc} \,(z)=\sum _{j=0}^{\infty }{\frac {(-z)^{j}}{2^{n-j}j!\Gamma \left(1+{\frac {n-j}{2}}\right)}}\,,}
melyből a szimmetrikus tulajdonságok következnek:
{\displaystyle \mathrm {i} ^{2m}\operatorname {erfc} (-z)=-\mathrm {i} ^{2m}\operatorname {erfc} \,(z)+\sum _{q=0}^{m}{\frac {z^{2q}}{2^{2(m-q)-1}(2q)!(m-q)!}}}
és
{\displaystyle \mathrm {i} ^{2m+1}\operatorname {erfc} (-z)=\mathrm {i} ^{2m+1}\operatorname {erfc} \,(z)+\sum _{q=0}^{m}{\frac {z^{2q+1}}{2^{2(m-q)-1}(2q+1)!(m-q)!}}\,.}

## Implementációk
A hibafüggvény megtalálható a következő programozási nyelvekben
- C
- C99
- C++: C++11
- Fortran 2008
- Python
- Mathematica
- Haskell
- R
- Matlab
- Ruby
- A Google kereső kalkulátorként működhet és kiszámolja a „erf(...)” és „erfc(...)” értékeket.

### Kapcsolódószócikkek
- Gauss-függvény
- Szigmoid függvények
- Gauss-integrál
- Gamma-függvény
- Inkomplett gamma-függvény
- Q-függvény
- Teljes függvény
- Szingularitás
- Normális eloszlás
- Bithibaarány
- Határérték probléma
- Dawson-függvény